# Hjalmar Helweg
Hjalmar Helweg, född 11 februari 1886 i Neenah, Wisconsin, död 1 februari 1960 i Vordingborg, var en dansk psykiater.
Helweg blev student vid Borgerdydskolen i Köpenhamn 1904 och tog medicinsk examen 1911. Efter att ha varit kandidat på sinnessjukhuset i Middelfart och haft turnustjänst på Rigshospitalet blev han förste underläkare på Sankt Hans Hospital 1913, vid det nybyggda sinnessjukhuset vid Nykøbing Sjælland 1915 och åter vid Sankt Hans Hospital 1917. Året därpå blev han specialist i psykiatri och 1919 överläkare på sinnessjukhuset Oringe vid Vordingborg, där han stannade i 18 år. År 1913 hade han vunnit Köpenhamns universitets guldmedalj på Psykiatriens Udvikling i Danmark med særligt Henblik paa Harald Selmers Livsværk (utgiven 1915 som Sindssygevæsenets Udvikling i Danmark). År 1937 utnämndes han till professor i psykiatri och överläkare vid Rigshospitalets psykiatriska avdelning O. Han tog avsked 1951.
Bland Helwegs litterära verk återfinns hans omdiskuterade essayistiska böcker om förmodad sinnessjukdom hos tre danska författare och dess betydelse för deras litterära produktion, N.F.S. Grundtvigs Sindssygdom (1918), H.C. Andersen. En psykiatrisk Studie (1927) och Søren Kierkegaard (1933). Helwegs humanistiska syn på psykiatrisk behandling tog sig uttryck i boken Om Sjælesorg (1932).
Helweg skrev även De Sindssyges Paradis (1917), Om Mennesketyper (1935) och Sjælelige Mekanismer. Fem psykologiske Smaaafhandlinger (1937). Han var även verksam inom rättspsykiatrin, vice ordförande i rättsläkarrådet och författade inom detta område läroboken Den retslige Psykiatri i kort Omrids (1939) och avhandlingen Abnorme Enkeltreaktioner (1942).
Åren 1930–33 var Helweg ordförande i Dansk psykiatrisk selskab och från 1933 sakkunnig i fängelsenämnden. Han hade stor betydelse som medlem av de kommissioner som utformade 1938 års sinnessjuklag och 1956 års havandeskapslag. Vid Köpenhamns universitets jubileumsfest 1929 promoverades han till medicine hedersdoktor.